# Казаклар (Тукаевский район)
Казаклар — деревня в Тукаевском районе Татарстана. Входит в состав Тлянче-Тамакского сельского поселения.

## География
Находится в северо-восточной части Татарстана, в 37 км к юго-востоку от районного центра — города Набережные Челны, у речки Иганя.

## История
Известна с 1737 года. В XVIII — первой половине XIX века жители в сословном отношении делились на башкир-вотчинников и государственных крестьян. Занимались земледелием, разведением скота, пчеловодством. 
В «Списке населенных мест по сведениям 1870 года», изданном в 1877 году, населённый пункт упомянут как деревня Казакларова 2-го стана Мензелинского уезда Уфимской губернии. Располагалась при речке Игине, на коммерческом тракте из Бирска в Мамадыш, в 40 верстах от уездного города Мензелинска и в 30 верстах от становой квартиры в селе Александровское (Кармалы). В деревне, в 95 дворах жили 685 человек (326 мужчин и 359 женщин, татары, тептяри, башкиры), были мечеть, училище, водяная мельница. Жители занимались земледелием, скотоводством.
По сведениям переписи 1897 года, в деревне Казакларова Мензелинского уезда Уфимской губернии жили 757 человек (381 мужчина и 376 женщин), все мусульмане.
В начале XX века здесь действовали мечеть, мектеб, водяная мельница. В этот период земельный надел сельской общины составлял 1585,48 десятины. 
До 1920 года деревня входила в Нуркеевскую волость Мензелинского уезда Уфимской губернии. С 1920 года в составе Мензелинского, с 1922 — Челнинского кантонов ТАССР. С 10.08.1930 в Сармановском, с 10.02.1935 в Ворошиловском, с 29.11.1957 в Яна Юльском, с 12.10.1959 в Сармановском, с 04.06.1984 в Тукаевском районах.

## Население
| 1795 | 1816 | 1859 | 1870 | 1897 | 1920 | 1926 | 1938 | 1949 | 1958 | 1970 | 1979 | 1989 | 2002 |
| ---- | ---- | ---- | ---- | ---- | ---- | ---- | ---- | ---- | ---- | ---- | ---- | ---- | ---- |
| 55   | 118  | 685  | 685  | 757  | 1019 | 740  | 658  | 468  | 453  | 440  | 311  | 187  | 188  |

Национальный состав деревни — татары.

## Экономика
Полеводство, мясо-молочное скотоводство.

## Инфраструктура
Начальная школа, дом культуры, библиотека. 